# Sherlock Holmes: Consulting Detective
Sherlock Holmes: Consulting Detective är ett dator/TV-spel från 1991 baserat på Arthur Conan Doyles böcker om Sherlock Holmes och Dr. Watson. Spelet utvecklades av ICOM Simulations till FM Towns och porterades senare till DOS, Apple Macintosh, Commodore CDTV, PC Engine och Mega-CD, vilka alla använde sig av CD-rom. 1999 släpptes det till DVD-spelare, och senare även till Ipad, Microsoft Windows, och, den 18 september 2012, till.

### Fotnoter
1. ↑  ”Sherlock Holmes: Consulting Detective” (på engelska). Mobygames. 11 mars 1991. http://www.mobygames.com/game/sherlock-holmes-consulting-detective. Läst 10 juni 2014.